# Puerta de San José
Puerta de San José, también conocida como La Puerta de San José, es una localidad de la provincia argentina de Catamarca, en el departamento de Belén. Según el censo de 2010, tiene una población de 277 habitantes.
Se encuentra sobre la Ruta Nacional 40 a 11 km al norte de la ciudad de Belén por camino pavimentado.
El municipio fue creado por ley N.º 4274, sancionada el 13 de diciembre de 1984:

ARTÍCULO 1.- Créase la Municipalidad de Segunda Categoría cuya denominación será "Puerta de San José", con jurisdicción en los siguientes Distritos: Puerta de San José, La Estancia, La Ciénaga, Azampay y San Fernando, todas correspondientes al Departamento Belén.
 ARTÍCULO 2.- Exclúyase de la jurisdicción de la Municipalidad de Segunda Categoría de la Puerta de Corral Quemado, al Distrito Azampay, para incorporarlo a la presente Municipalidad.
 ARTÍCULO 3.- Exclúyese el artículo 1º de la Ley N.º 3616, en orden a la jurisdicción de la Municipalidad de Belén a los Distritos consignados en el artículo 1º de la presente Ley.

Por ley N.º 4550, sancionada el 18 de diciembre de 1987, fue reducido su territorio para crear el municipio de San Fernando con el distrito y comuna del mismo nombre.
Dependen del municipio las comunas (delegaciones comunales o municipales) de Asampay, La Ciénaga y La Estancia.

## Población
Tiene 277 habitantes (Indec, 2010). En 2001 tenía 253 habitantes (Indec, 2001) lo que representó un incremento del 42,9% frente a los 177 habitantes (Indec, 1991) del censo anterior.